# Фрёлих, Сильвия
Си́львия Фрё́лих (нем. Silvia Fröhlich, род. 24 февраля 1959 года в Лейпциге) — восточногерманская гребчиха, Олимпийская чемпионка, чемпионка мира.

## Карьера
Сильвия Фрёлих начала заниматься академической греблей во время обучения на стоматолога в Лейпциге. Она начала тренироваться в лейпцигском спортивной клубе «SC DHfK».
Первый успех пришёл к Фрёлих в 1978 году на чемпионате мира в Новой Зеландии, где она стала вице-чемпионкой мира в соревновании восьмёрок. Аналогичный результат восьмёрка из ГДР показала и на чемпионате мира 1979 года. 
На Олимпийских играх в Москве Сильвия принимала участие только в одном виде программы — в соревнованиях четвёрок распашных с рулевым. Немки уверенно выиграли предварительный заезд, а в финале стали олимпийскими чемпионками, опередив ближайших соперниц из сборной Болгарии на полторы секунды.
На чемпионатах мира 1982 и 1983 годов Фрёлих в паре с Маритой Зандинг дважды становилась чемпионкой мира в соревновании двоек. Из-за бойкота социалистическими странами Олимпиады в Лос-Анджелесе, немецкий экипаж, являвшийся одним из фаворитов турнира не смог выступить на Играх. После этого Сильвия Фрёлих завершила спортивную карьеру и работала стоматологом.